# Jacobus Papa
Jacobus Papa és un poeta del renaixement flamenc que va néixer a la fi del segle xv a Poperinge i que va morir vers 1560 a Ieper. Escrivia poemes en llatí.
La seva obra va caure en oblit. Sobretot és conegut pel compositor Clemens non Papa que, segons una hipòtesi, s'hauria donat l'epítet «non Papa» per a distingir-se de Clemens Papa. Era amic de l'humanista i historiador Jacobus Meyerus (1491-1552), que va editar les seves Elegiae i va ser mestre d'escola (ludimagister) a Ieper.

## Obra
- Jac. Papae Hyprensis Elegiae.  Bruges: Hubertus Crocus, s.d..